# Juno Award/Group of the Year

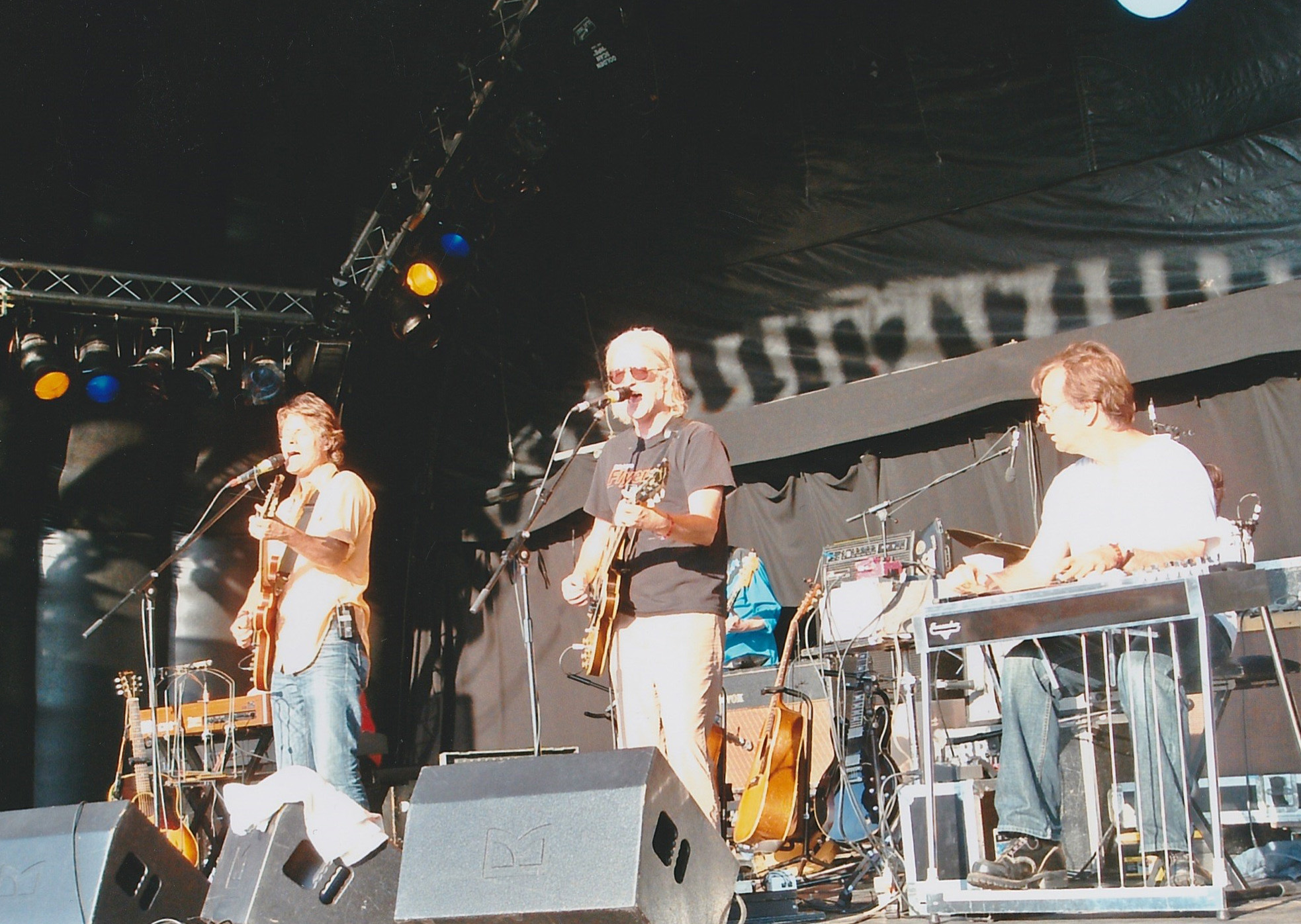
Blue Rodeo gewannen den Award insgesamt fünf Mal.

Der Juno Award für die Group of the Year wird seit der Erstveranstaltung der Awardshow 1970 verliehen. Der Preis wird von der Canadian Academy of Recording Arts and Sciences (CARAS) vergeben. Die fünf Nominierungen richten sich nach einer Kombination von Verkaufszahlen und einem Voting der CARAS-Mitglieder. Der Sieger wird durch eine Jury bestimmt.
Der Award wurde unter folgenden Namen vergeben, bevor er seinen heutigen Namen erhielt: Top Vocal Instrumental Group (1970–1971), Vocal Instrumental Group of the Year (1972–1973) und Best Group (1999–2002). 1972 und 1973 wurde außerdem der Award Outstanding Performance of the Year – Group vergeben.

## Achievements
Mit sechs Auszeichnungen führt die Band Arkells, gefolgt von der Country-Rock-Band Blue Rodeo mit fünf Auszeichnungen. Zusammen mit der Rockband Loverboy sind Blue Rodeo und Arkells auch die Band mit den meisten aufeinanderfolgenden Siegen. Loverboy gewannen von 1982 bis 1984, während Blue Rodeo von 1989 bis 1991 siegten und die Arkells von 2021 bis 2023. Mit 13 Nominierungen liegt Blue Rodeo hinter Rush mit 14 Nominierungen, darunter acht in aufeinanderfolgenden Jahren. Der Rekord für die Band mit den meisten Nominierungen, ohne gewonnen zu haben, hält dagegen April Wine, die zwischen 1975 und 1983 acht Mal nominiert waren.
Die Country- und Folkband The Rankin Family sind die einzige Band, die nicht dem Rock-Genre zuzuordnen ist. Frankophone Gruppen wurden zwar nominiert, siegten aber nie.

## Übersicht

### Top Vocal Instrumental Group (1970–1971)
| Jahr | Sieger        | Ref.  |
| ---- | ------------- | ----- |
| 1970 | The Guess Who | [ 2 ] |
| 1971 | The Guess Who | [ 3 ] |

### Vocal Instrumental Group of the Year and Outstanding Performance of the Year – Group (1972–1973)
1972 und 1973 wurden zwei verschiedene Awards ausgegeben.
| Jahr | Vocal Instrumental Group of the Year | Outstanding Performance of the Year – Group | Refs.       |
| ---- | ------------------------------------ | ------------------------------------------- | ----------- |
| 1972 | The Stampeders                       | Lighthouse                                  | [ 4 ] [ 5 ] |
| 1973 | Lighthouse                           | Edward Bear                                 | [ 6 ] [ 7 ] |

### Group of the Year (1974–1998)
| Jahr                              | Sieger                     | Nominierungen                                                               | Ref.        |
| --------------------------------- | -------------------------- | --------------------------------------------------------------------------- | ----------- |
| 1974                              | Lighthouse                 | - Gary & Dave - The Guess Who - The Stampeders                              | [ 8 ] [ 9 ] |
| 1975                              | Bachman–Turner Overdrive   | - April Wine - Lighthouse - The Guess Who - The Stampeders                  | [ 10 ]      |
| 1976                              | Bachman–Turner Overdrive   | - April Wine - Beau Dommage - Harmonium - The Stampeders                    | [ 11 ]      |
| 1977                              | Heart                      | - April Wine - Bachman–Turner Overdrive - Rush - The Stampeders             | [ 12 ]      |
| 1978                              | Rush                       | - April Wine - Bachman–Turner Overdrive - The Stampeders - Trooper          | [ 13 ]      |
| 1979                              | Rush                       | - Chilliwack - Prism - Triumph - Trooper                                    | [ 14 ]      |
| 1980                              | Trooper                    | - April Wine - Max Webster - Prism - Rush                                   | [ 15 ]      |
| 1981                              | Prism                      | - April Wine - Harlequin - Max Webster - Rush                               | [ 16 ]      |
| 1982                              | Loverboy                   | - April Wine - Prism - Rush - The Rovers                                    | [ 17 ]      |
| 1983                              | Loverboy                   | - April Wine - Chilliwack - Rush - Saga                                     | [ 18 ]      |
| 1984                              | Loverboy                   | - Chilliwack - Payola$ - Red Rider - Rush                                   | [ 19 ]      |
| 1985                              | Parachute Club             | - Helix - Honeymoon Suite - Strange Advance - Triumph                       | [ 20 ]      |
| 1986                              | Honeymoon Suite            | - Loverboy - Platinum Blonde - Rush - Triumph                               | [ 21 ]      |
| 1987                              | Tom Cochrane and Red Rider | - Parachute Club - Rock and Hyde - The Box - Triumph                        | [ 22 ]      |
| 1988 fiel die Preisverleihung aus |                            |                                                                             |             |
| 1989                              | Blue Rodeo                 | - Glass Tiger - Honeymoon Suite - Rush - Tom Cochrane and Red Rider         | [ 23 ]      |
| 1990                              | Blue Rodeo                 | - Cowboy Junkies - Rush - The Jeff Healey Band - Tom Cochrane and Red Rider | [ 24 ]      |
| 1991                              | Blue Rodeo                 | - Cowboy Junkies - Rush - The Jeff Healey Band - The Northern Pikes         | [ 25 ]      |
| 1992                              | Crash Test Dummies         | - Blue Rodeo - Glass Tiger - Rush - The Tragically Hip                      | [ 26 ]      |
| 1993                              | Barenaked Ladies           | - 54-40 - Blue Rodeo - Les B.B. - The Tragically Hip                        | [ 27 ]      |
| 1994                              | The Rankin Family          | - Blue Rodeo - Moxy Früvous - Rush - The Jeff Healey Band                   | [ 28 ]      |
| 1995                              | The Tragically Hip         | - Barenaked Ladies - Crash Test Dummies - Spirit of the West - The Watchmen | [ 29 ]      |
| 1996                              | Blue Rodeo                 | - Headstones - Odds - The Rankin Family - The Tea Party                     | [ 30 ]      |
| 1997                              | The Tragically Hip         | - 54-40 - I Mother Earth - Moist - Noir Silence                             | [ 31 ]      |
| 1998                              | Our Lady Peace             | - Big Sugar - Blue Rodeo - Great Big Sea - The Tea Party                    | [ 32 ]      |

### Best Group (1999–2002)
| Jahr | Sieger            | Nominierungen                                                              | Ref.   |
| ---- | ----------------- | -------------------------------------------------------------------------- | ------ |
| 1999 | Barenaked Ladies  | - Matthew Good Band - Philosopher Kings - The Rankins - The Tragically Hip | [ 33 ] |
| 2000 | Matthew Good Band | - La Chicane - Moist - Our Lady Peace - The Tea Party                      | [ 34 ] |
| 2001 | Barenaked Ladies  | - Blue Rodeo - soulDecision - The Moffatts - The Tragically Hip            | [ 35 ] |
| 2002 | Nickelback        | - Matthew Good Band - Our Lady Peace - Sum 41 - The Tea Party              | [ 36 ] |

### Group of the Year (seit 2003)
| Jahr | Sieger             | Nominierungen                                                                      | Ref.   |
| ---- | ------------------ | ---------------------------------------------------------------------------------- | ------ |
| 2003 | Sum 41             | - Blue Rodeo - Our Lady Peace - Swollen Members - The Tragically Hip               | [ 37 ] |
| 2004 | Nickelback         | - Barenaked Ladies - Finger Eleven - La Chicane - Our Lady Peace                   | [ 38 ] |
| 2005 | Billy Talent       | - Great Big Sea - Simple Plan - Sum 41 - The Tragically Hip                        | [ 39 ] |
| 2006 | Nickelback         | - Barenaked Ladies - Blue Rodeo - Our Lady Peace - Theory of a Deadman             | [ 40 ] |
| 2007 | Billy Talent       | - Alexisonfire - Hedley - The Tragically Hip - Three Days Grace                    | [ 41 ] |
| 2008 | Blue Rodeo         | - Arcade Fire - Finger Eleven - Hedley - Kaïn                                      | [ 42 ] |
| 2009 | Nickelback         | - Great Big Sea - Simple Plan - The Trews - Tokyo Police Club                      | [ 43 ] |
| 2010 | Metric             | - Billy Talent - Blue Rodeo - Hedley - The Tragically Hip                          | [ 44 ] |
| 2011 | Arcade Fire        | - Broken Social Scene - Down With Webster - Great Big Sea - Three Days Grace       | [ 45 ] |
| 2012 | Arkells            | - Down With Webster - Hedley - Nickelback - Sam Roberts Band                       | [ 46 ] |
| 2013 | Marianas Trench    | - Billy Talent - Metric - Rush - The Sheepdogs                                     | [ 47 ] |
| 2014 | Tegan and Sara     | - Arcade Fire - Blue Rodeo - Hedley - Walk Off the Earth                           | [ 48 ] |
| 2015 | Arkells            | - Chromeo - Mother Mother - Nickelback - You+Me                                    | [ 49 ] |
| 2016 | Walk Off the Earth | - Hedley - Marianas Trench - Metric - Three Days Grace                             | [ 50 ] |
| 2017 | The Tragically Hip | - Arkells - Billy Talent - Tegan and Sara - The Strumbellas                        | [ 51 ] |
| 2018 | A Tribe Called Red | - Alvvays - Arcade Fire - Broken Social Scene - Hedley - Nominierung zurückgezogen |        |
| 2019 | Arkells            | - Chromeo - Metric - The Sheepdogs - Three Days Grace                              | [ 52 ] |
| 2020 | Loud Luxury        | - 88Glam - Elijah Woods x Jamie Fine - The Reklaws - Walk Off the Earth            | [ 53 ] |
| 2021 | Arkells            | - Half Moon Run - Loud Luxury - The Glorious Sons - The Reklaws                    |        |
| 2022 | Arkells            | - Loud Luxury - Mother Mother - The Reklaws - Valley                               |        |
| 2023 | Arkells            | - Arcade Fire - Billy Talent - Metric - The Reklaws                                |        |
| 2024 | The Beaches        | - Arkells - Loud Luxury - Nickelback - Walk Off the Earth                          |        |
| 2025 | The Beaches        | - Crash Adams - Mother Mother - Spiritbox - Sum 41                                 |        |